# آني
آني هي ممثلة هندية، ولدت في 21 يوليو 1978 بثيروفانانثابورام في الهند.

## وصلات خارجية
- آني على موقع IMDb (الإنجليزية)
- آني على موقع قاعدة بيانات الفيلم (الإنجليزية)